# Liste der russischen Gesandten bei den Hansestädten
Dies ist eine Liste der russischen Gesandten bei den drei freien Hansestädten Hamburg (1709 bis 1914), Bremen und Lübeck (beide 1827 bis 1914), zuzüglich akkreditiert beim Niedersächsischen Reichskreis (bis 1806) bzw. den Herzogtümern Oldenburg, Mecklenburg und Braunschweig (variierend).

## Geschichte

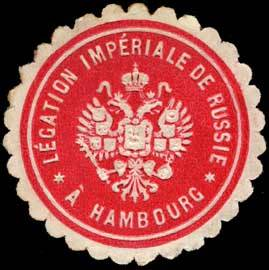
Siegelmarke der Gesandtschaft

Hamburg war ab 1510 Freie Reichsstadt, ab 1806 Freie Stadt im Rheinbund, 1811 bis 1814 durch Frankreich annektiert, ab 1815 Freie Stadt im Deutschen Bund und ab 1871 Bundesstaat im Deutschen Reich. Im Verlauf der Julikrise 1914, wurde der russische Gesandte am 19. Juli aus Hamburg abberufen. Nach dem Krieg eröffnete die Sowjetunion ein Generalkonsulat in Hamburg, welches heute die Russischen Föderation vertritt.
Aufgrund der familiären Beziehungen von Kaiserin Katharina der Großen zum Haus Schleswig-Holstein-Gottorf, bestand nach dem Vertragsschluss von Zarskoje Selo von 1774 bis 1798 eine gesonderte russische Mission für das Hochstift Lübeck mit dem Sitz in Eutin, die am 27. April 1798 der Mission in Hamburg angeschlossen wurde. Folgende Minister waren in Eutin akkreditiert:
- 1774–1784: Johann von Mestmacher (* 1733; † 1805)
- 1785–1789: Maximilian von Alopaeus (* 1748; † 1821)
- 1789–1797: Dimitri Jakowlew
- 1797–1798: Iwan Matwejewitsch Murawjow-Apostol (* 1762; † 1851)

Letzterer war ab dem 26. Juni 1798 Resident in Hamburg.

## Missionschefs

### Russische Gesandte
1709: Aufnahme diplomatischer Beziehungen
| Ernennung/ Akkreditierung | Abberufung     | Name                                                                 | Anmerkungen | ernannt von    | akkreditiert bei |
| ------------------------- | -------------- | -------------------------------------------------------------------- | --- | -------------- | ---------------- |
| 1709, 2. Feb.             | 1731, 30. Mär. | Johann-Friedrich Böttiger                                            | (* 1659; † 1739) Ministerresident | Peter I.       |                  |
| 1731, 31. März            | 1740           | Alexei Petrowitsch Bestuschew-Rjumin Алексе́й Петро́вич Бесту́жев-Рю́мин | (* 1693; † 1766) Ministerresident, 1732 Gesandter und bevollmächtigter Minister, 1736 bis 1740 zzgl. akkr. in Dänemark, zuvor 1721 bis 1731 Gesandter in Dänemark, ab 1741 Vize-Kanzler, 1744 bis 1766 Kanzler | Anna           |                  |
| 1740, 27. Mär.            | 1741           | Johann Albrecht von Korff                                            | (* 1697; † 1766) Gesandter und bevollmächtigter Minister, zuvor 1734 bis 1740 Präsident der Akademie der Wissenschaften, 1741 bis 1746 Gesandter in Dänemark, 1746 bis 1748 Gesandter in Schweden              | Anna           |                  |
| 1741, 7. Jan.             | 1748, 18. Dez. | Johann Dietrich von Heinson                                          | (* 1701; † 1770) Ministerresident | Iwan VI.       |                  |
| 1748, 7. Dez.             | 1754, 6. Dez.  | Alexander Michajlowitsch Golizyn Алекса́ндр Миха́йлович Голи́цын        | (* 1723; † 1807) Gesandter und bevollmächtigter Minister, 1755 bis 1762 Gesandter im Vereinigten Königreich, 1762 bis 1775 Vize-Kanzler                                                                        | Elisabeth      |                  |
| 1754, 6. Dez.             | 1760, 1. Nov.  | Sergei Wassiljewitsch Saltykow Сергей Васильевич Салтыков            | (* 1726; † 1765) Gesandter und bevollmächtigter Minister, 1762 bis 1763 Botschafter in Frankreich | Elisabeth      |                  |
| 1760, 1. Nov.             | 1766           | Alexei Semjonowitsch Mussin-Puschkin Алексе́й Семёнович Му́син-Пу́шкин  | (* 1730; † 1817) Gesandter und bevollmächtigter Minister, zuvor 1756 bis 1760 Gesandter in Danzig, 1766 bis 1779 Botschafter im Vereinigten Königreich, 1779 bis 1785 Gesandter in Schweden                    | Elisabeth      |                  |
| 1766                      | 1767           | Johann Nilus                                                         | (* 17??; † 17??) Geschäftsträger | Katharina II.  |                  |
| 1767, 29. Jan.            | 1796, 4. Jul.  | Friedrich Ulrich Gross auch: Fedor Ivanowitsch Gross                 | (* 1729; † 1796) Ministerresident, ab 1779 Gesandter und bevollmächtigter Minister, zuvor 1765 bis 1766 Geschäftsträger im Vereinigten Königreich                                                              | Katharina II.  |                  |
| 1796, 15. Aug.            | 1798, 9. Mär.  | Friedrich Melchior Grimm                                             | (* 1723; † 1807) Gesandter und bevollmächtigter Minister | Katharina II.  |                  |
| 1798, 26. Jun.            | 1800, 31. Dez. | Iwan Murawjow-Apostol Иван Муравьев-Апостол                          | (* 1762; † 1851) Gesandter und bevollmächtigter Minister, zuvor 1797 bis 1798 Minister im Hochstift Lübeck (siehe oben) 1799 bis 1800 zzgl. akkr. in Dänemark, 1802 bis 1805 Gesandter in Spanien              | Paul I.        |                  |
| 1800, 31. Dez.            | 1806, 3. Dez.  | Andreas Forsmann auch: Andrei Andrejewitsch Forsmann                 | (* 17??; † 18??) Geschäftsträger, bis 1803 zzgl. akkr. in Hannover, zuvor 1789 bis 1796 Geschäftsträger in Portugal                                                                                            | Paul I.        |                  |
| 1806                      | 1810           | Maximilian von Alopaeus auch: Maxim Maximowitsch Alopaeus            | (* 1748; † 1821) Resident in Berlin, zuvor 1785 bis 1789 Gesandter im Hochstift Lübeck (siehe oben), ab 1789 Gesandter in Preußen, 1806 bis 1808 Botschafter im Vereinigten Königreich                         |                |                  |
|                           |                |                                                                      | keine Beziehungen |                |                  |
| 1815, 30. Jul.            | 1850, 3. Jun.  | Heinrich von Struve                                                  | (* 1772; † 1851) Geschäftsträger, 1820 Ministerresident, 1843 Gesandter und Hamburger Ehrenbürger | Alexander I.   |                  |
| 1850, Jul.                | 1855           | Gustav von Struve                                                    | (* 1805; † 1870) Geschäftsträger | Nikolaus I.    |                  |
| 1855, 8. Jun.             | 1864, 3. Mär.  | Christian Milanowitsch Kudrjawizki Христиан Емельянович Кудрявский   | (* 1814; † 1878) Geschäftsträger, 1864 bis 1881 Gesandter in Portugal, 1881 bis 1878 Gesandter in Spanien | Alexander II.  |                  |
| 1864, 3. Mär.             | 1874, 3. Mär.  | Otto Moritz von Vegesack                                             | (* 1807; † 1874) Geschäftsträger, 1866 Ministerresident | Alexander II.  |                  |
| 1874, 16. Mär.            | 1880, 20. Mai  | Carl von Hoeltzke                                                    | (* 1826; † 1910) Geschäftsträger, 1876 Ministerresident, 1880 bis 1882 Gesandter in Hessen-Darmstadt, 1882 bis 1897 Gesandter in Sachsen-Weimar                                                                | Alexander II.  |                  |
| 1880, 20. Mai             | 1883, 27. Jan. | Alexander von Mengden                                                | (* 1819; † 1903) Ministerresident, 1883 bis 1897 Gesandter in Sachsen | Alexander II.  |                  |
| 1883                      | 1884           | vakant                                                               | |                |                  |
| 1884, 25. Sep.            | 1891, 15. Jan. | Arthur Cassini                                                       | (* 1835; † 1919) Geschäftsträger, 1888 Ministerresident, 1891 bis 1896 Botschafter in China, 1898 bis 1905 Botschafter in den Vereinigten Staaten                                                              | Alexander III. |                  |
| 1891, 15. Jan.            | 1900, 24. Mai  | Alexander Wladimirowitsch Westmann                                   | (* 1848; † 1923) Ministerresident, 1900 bis 1902 Gesandter in der Schweiz, 1902 bis 1912 Gesandter in Bayern                                                                                                   | Alexander III. |                  |
| 1900, 24. Mai             | 1910           | Sergej Wassiljewitsch Arseniew Серге́й Васи́льевич Арсе́ньев            | (* 1854; † 1922) Ministerresident, zuvor 1891 bis 1897 Generalkonsul in Jerusalem, 1910–1912 Gesandter in Montenegro, 1912 bis 1914 Gesandter in Norwegen                                                      | Nikolaus II.   |                  |
| 1910                      | 1910           | Moritz Prozor                                                        | (* 1849; † 1928) Ministerresident, zuvor 1903 bis 1904 Gesandter in Sachsen-Weimar, 1904 bis 1909 Gesandter in Brasilien                                                                                       | Nikolaus II.   |                  |
| 1910                      | 1914, 19. Jul. | Nikolai Nikolajewitsch Teremik                                       | (* 18??; † 19??) Gesandter und bevollmächtigter Minister | Nikolaus II.   |                  |

1914: Abbruch der diplomatischer Beziehungen

### Russische Generalkonsule
- 1918–1923: Boris Kirillowitsch Jegorow

…
- 1997–1999: Stanislaw Wiliorowitsch Ossadtschij (* 1951)
- 1999–2001: Wiktor Semjonowitsch Butjajew
- 2001–2005: Sergej Stscherbakow
- 2005–2010: Sergej Ganzha (* 1960)

…
- 2013–heute: Iwan Khotulew (* 1960)